# Hochhaus am Albertplatz
El Hochhaus am Albertplatz (lit. rascacielos en Albertplatz) es el edificio de oficinas de gran altura más antiguo de Dresde (Alemania) y es uno de los (pocos) edificios supervivientes de la era moderna anterior a la guerra de Dresde. Fue construido en 1929 según los planos de Hermann Paulick por Benno Löser para el consejero de gobierno Alfred Hesse, el usuario más importante hasta 1945 fue el Saxon State Bank. El edificio está bajo protección de monumento. El edificio está al norte de Albertplatz, en el lado izquierdo de Königsbrücker Strasse, lejos de la plaza y al norte de Antonstrasse, que se cruza desde el oeste. 

## Arquitectura
El rascacielos de once pisos y 37 metros de altura tiene una estructura de hormigón armado. Está escalonado verticalmente por miradores que sobresalen ligeramente. Los dos pisos superiores están retranqueados de toda la fachada inferior. El lado este, frente a Königsbrücke Strasse, es el más corto de la casa. En el lateral se adosan alas laterales, que tienen la altura de alero habitual de las casas (originales) directamente contiguas. Como parte de la conversión, se eliminaron los tres pisos superiores del ala lateral para fusionarse al ras con el edificio comercial adjunto.

## Uso
El primer usuario principal fue el Saxon State Bank, que tenía su sede en Dresde desde 1920. El inmueble fue completamente destruido durante los ataques aéreos de 1945 debido a sus grandes proporciones. Después de que el Landesbank liquidara el Saxon State Bank en 1948, la empresa de transporte siguió utilizando el edificio. El arquitecto Otto Ziller gestionó las reparaciones necesarias y la conversión para la mudanza de la empresa de transporte.
El edificio ha estado vacío desde que la Autoridad de Transporte de Dresde trasladó su administración al depósito de Trachenberge en 1997. Las letras Verkehrsbetriebe permanecieron en hasta principios de 2015 y luego se trasladaron al Museo del Tranvía de Dresde.
En agosto de 2009, las entradas al edificio fueron tapiadas debido a supuestos daños por vandalismo. Después de los planes provisionales para convertirlo en un hotel o una residencia de estudiantes con tiendas a pie de calle, en 2012 Simmel AG dijo que lo renovaría como edificio de oficinas y le añadiría un edificio comercial de dos plantas con estacionamiento subterráneo. La cadena de mercado regional de alimentos gestionada por Simmel bajo la marca Edeka fue pensada desde el principio como el principal usuario.
El sitio se despejó en 2013, solo quedó la casa del pozo, que también es un edificio protegido. A principios de 2014 se iniciaron los trabajos de obra civil del nuevo edificio del mercado, que posteriormente fue construido. Para mejorar las conexiones de transporte del edificio, Turnerweg, una calle lateral anteriormente estrecha de Antonstraße al oeste del complejo, se amplió a expensas de la propiedad. En marzo de 2015, se quitaron los tres pisos superiores de los cinco pisos de las antiguas alas laterales para que quedaran al ras con el nuevo edificio. A principios de julio de 2015, se inauguró Simmelmarkt, que se extiende sobre la planta baja, y una sucursal de Aldi, seguida de un mercado de electrónica a fines de agosto. La inauguración general tuvo lugar tras la finalización de las últimas obras de construcción a finales del verano de 2015.

### Museo El Mundo de la RDA
Desde enero de 2017, se encuentra el museo "El mundo de la RDA", que sucedió al cerrado Museo Zeitreise de la RDA en Radebeul.

## Galería

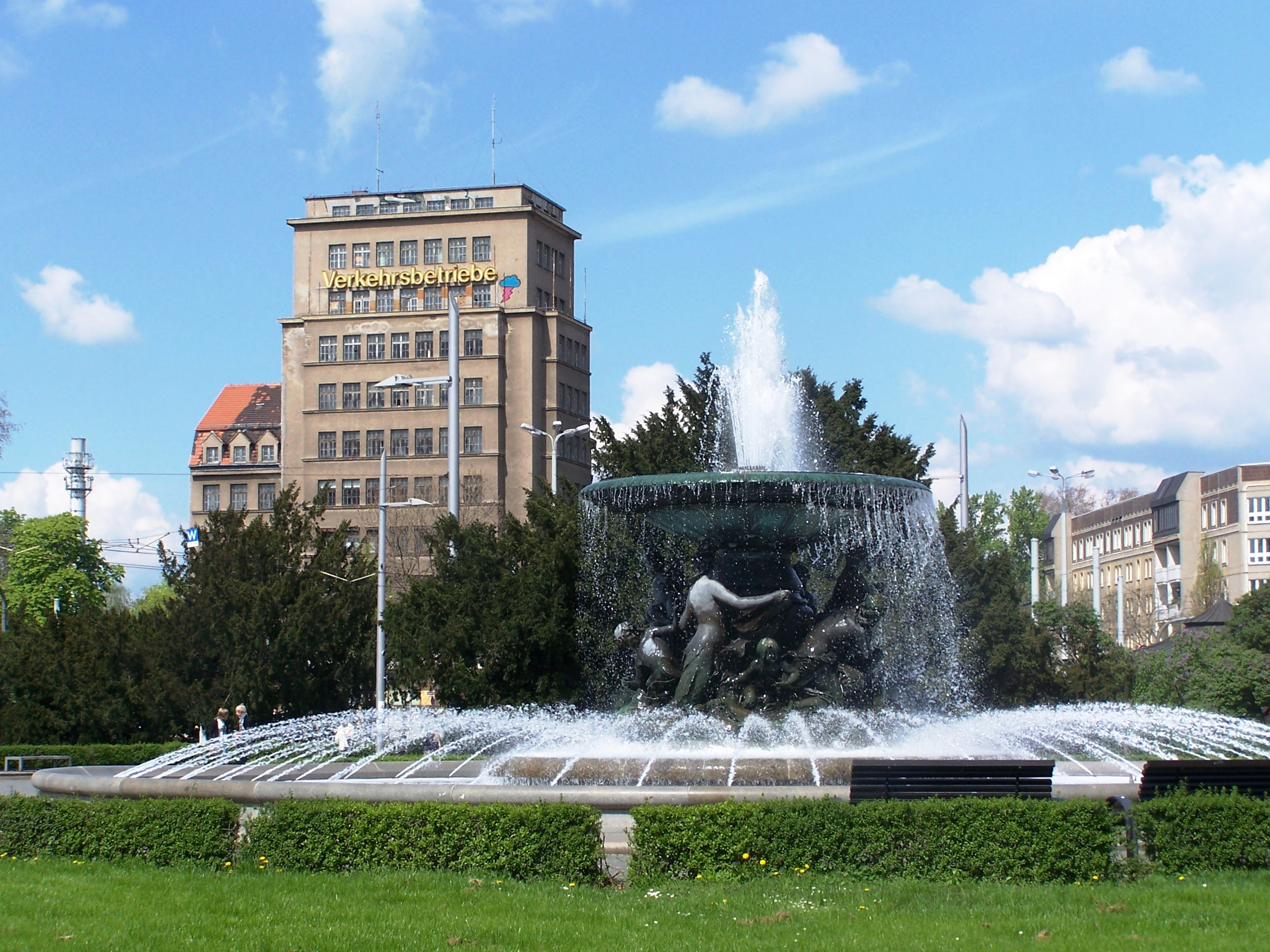
Vista desde Albertplatz
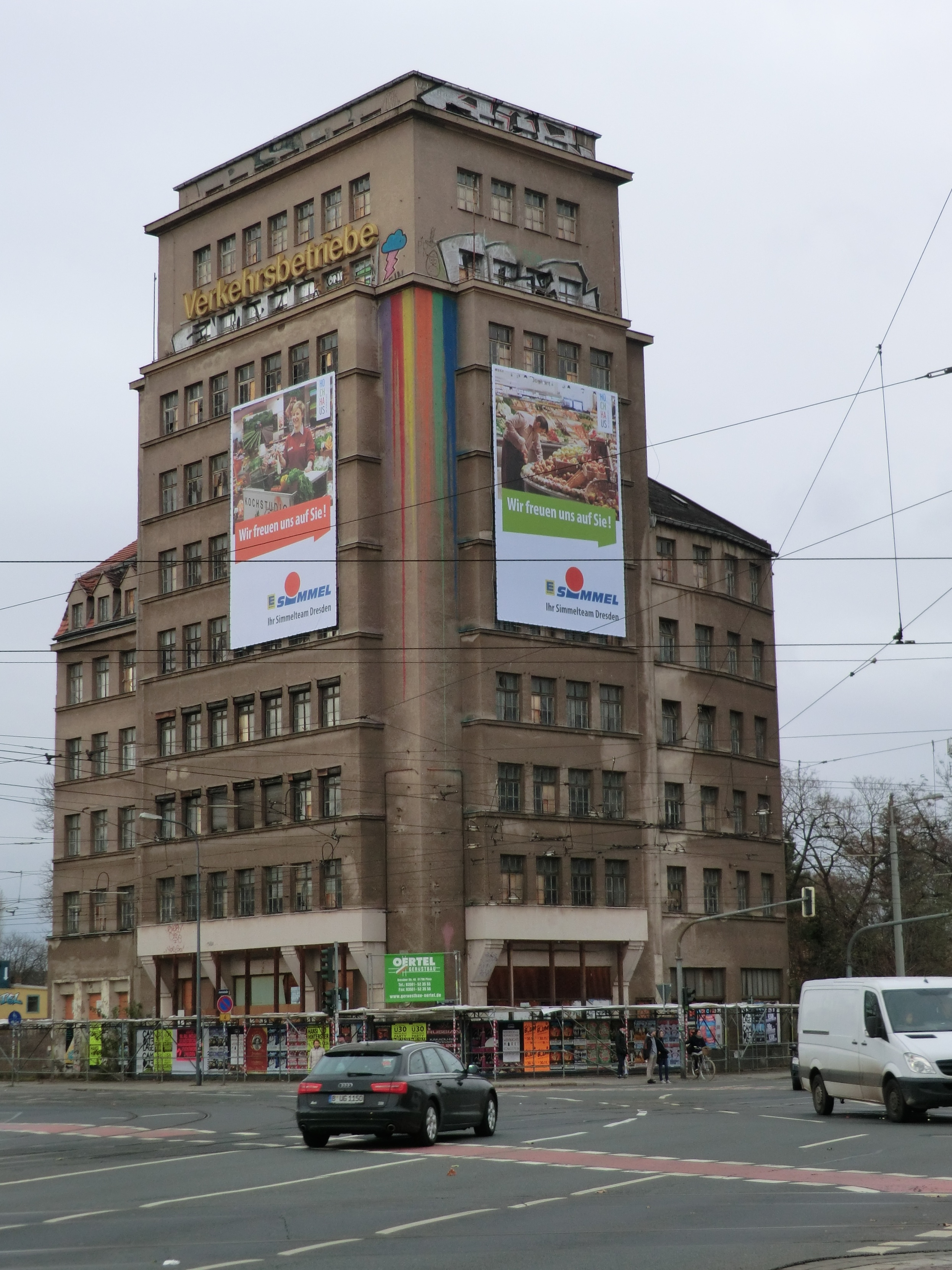
El edificio a finales de 2013
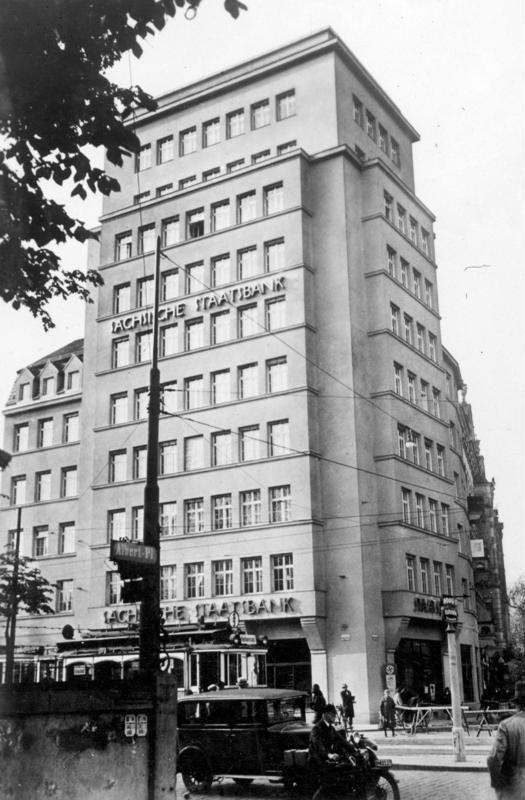
Como Banco Estatal de Sajonia, hacia 1930
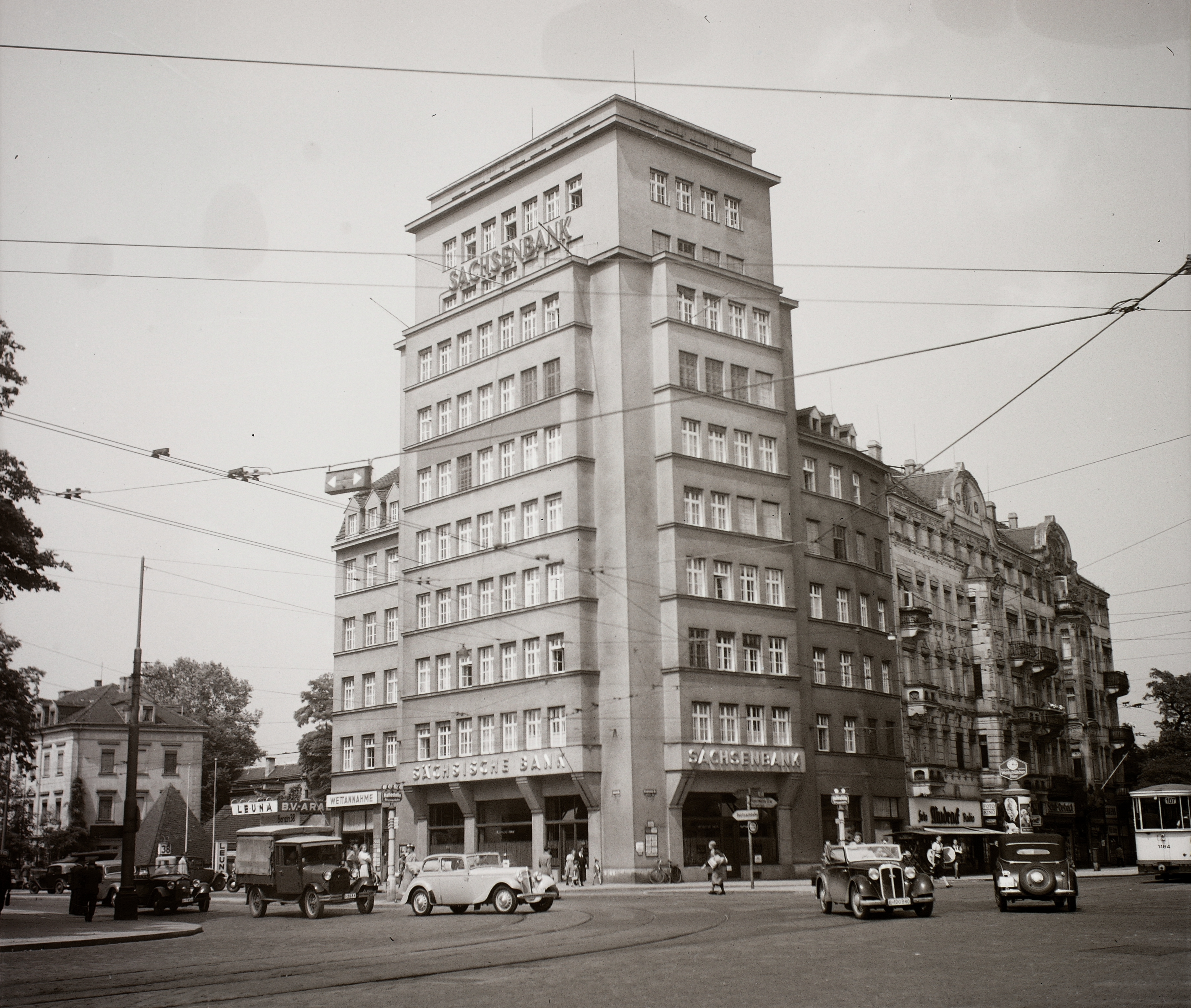
El rascacielos en 1936
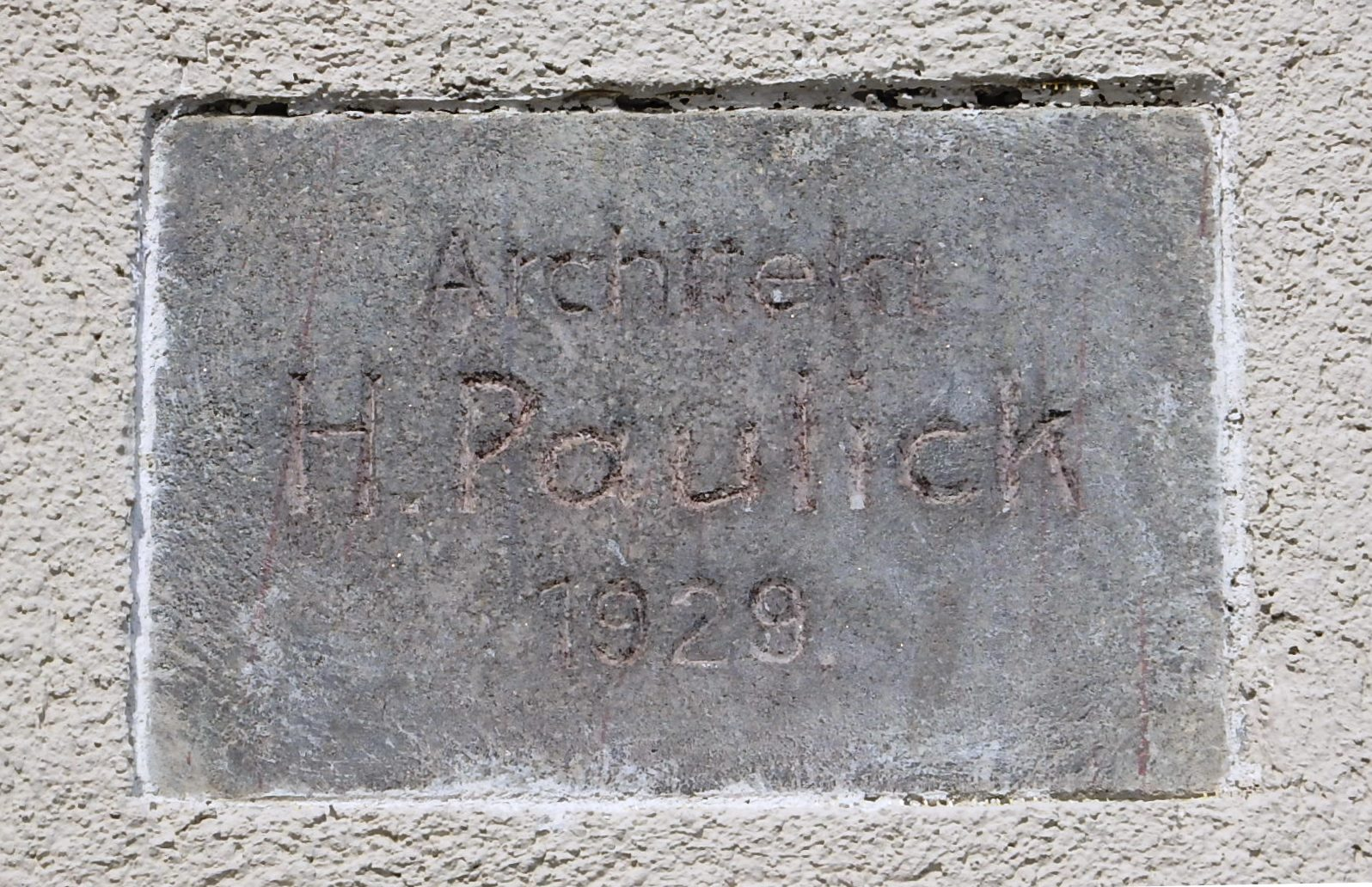
Firma de Herrmann Paulick